# Dérive (philosophie)
Pour les articles homonymes, voir Dérive.
La dérive est une manière d'errer dans un lieu pour sa découverte, en tant que réseau d'expériences et de vécu. C’est une démarche qui consiste à se déplacer à travers les différentes ambiances d’un espace (une ville, un quartier) en se laissant guider par les impressions, par les effets subjectifs de tels lieux.

## Définition
La dérive urbaine a été définie par le situationniste Guy Debord en 1956. Le poète et écrivain a utilisé cette idée dans son texte La théorie de la dérive pour amener ses lecteurs à reconsidérer la manière dont ils vivent l'espace urbain. Plutôt que de demeurer emprisonnés dans leur routine quotidienne et de faire chaque jour le même trajet sans prêter la moindre attention à leur environnement vital, la dérive exhorte les citadins à suivre leurs émotions pour regarder les situations urbaines sous un angle radicalement nouveau.
« Une ou plusieurs personnes se livrant à la dérive renoncent, pour une durée plus ou moins longue, aux raisons de se déplacer et d’agir qu’elles se connaissent généralement, aux relations, aux travaux et aux loisirs qui leur sont propres, pour se laisser aller aux sollicitations du terrain et des rencontres qui y correspondent. »
Ceci amène les défenseurs de cette posture à affirmer que si la plupart des villes occidentales sont peu plaisantes à vivre cela provient du fait qu'elles ont été conçues sans le moindre souci de leur impact émotionnel sur leurs habitants ; ou même qu'elles ont été pensées spécifiquement pour opérer un contrôle psychologique au travers de leur structure.

La dérive est donc le support pratique d’une réflexion sur l’urbanisme.

## Historique et évolution de la dérive

### Les antécédents de la dérive[2]
La dérive urbaine évolue tout au long du XXe siècle et est adoptée par plusieurs mouvements intellectuels et urbanistiques. Cependant, le concept trouve ses origines dans le flâneur du XIXe siècle, à Paris, dans la poésie de Baudelaire. Un flâneur qui constate l’impact sur l’individu des transformations urbaines dues à l’industrialisation, dans une période de changements sociétaux accélérés. La figure du flâneur observe les influences entre urbanisme, vie urbaine et industrialisation. Flâner n'est pas une pratique réactive, contrairement à la dérive. Il s’agit d’une pratique culturelle et d’un mode de vie d’observation, menant à la nostalgie du passé, du « c’était mieux avant ».
Une transition s’opère ensuite avec certains mouvements avant-gardistes. Tout d’abord, les futuristes italiens, entre les années 1909 et 1920. À cette époque, un grand nombre d’innovations qui changent et modernisent la vie quotidienne modifient la perception du temps et de l’espace. Les futuristes considèrent cette évolution comme un dynamisme positif qu’ils tentent d’intégrer au rythme de vie. Il s’agit là des débuts du caractère actif qui suit la simple observation du milieu urbain, par exemple en intégrant l’art à cette démarche. Le courant dadaïste à Paris est synonyme de retour de la figure du flâneur. Les dadaïstes organisent une dérive qui se révèle une expérience peu convaincante, notamment car la pratique cadre mal avec leurs démarches. Cela participe toutefois à l’évolution de la figure du flâneur, tout comme les expériences des surréalistes qui ont pour but d’explorer le subconscient. Ces différents courants restent plus proches de la figure du flâneur baudelairien que de la dérive du XXe siècle, car même s’ils font appel aux émotions dans une pratique active, ces projets restent ancrés dans le domaine culturel.

### La dérive et les situationnistes
Le tournant le plus important intervient dès les années 1950 avec l’Internationale lettriste et l’Internationale situationniste. Le projet intellectuel de l’International Situationniste est non seulement d’intégrer l’art dans la vie quotidienne mais également d'intégrer un projet urbanistique et architectural. L’espace en tant que support des doctrines capitalistes et communistes est considéré comme une entrave à l’individu à plusieurs niveaux. C’est pourquoi le courant propose une nouvelle forme d’urbanisme unitaire et dont les composantes principales de constructions sont la psychogéographie et la dérive, notions qui placent l’individu au centre de la réflexion. Les Situationnistes participent à redéfinir les méthodes et les ambitions et donnent la première définition de la dérive urbaine, telle qu’on l’entend encore aujourd’hui. Guy Debord publie en 1956 une Théorie de la Dérive dans laquelle il se penche, entre autres, sur les objectifs et enjeux de la pratique.
Debord explique dans sa Théorie comment la psychogéographie, en tant que clé de lecture principale, s'intègre au concept de dérive. La psychogéographie étant « l’étude des lois exactes et des effets précis du milieu géographique, consciemment aménagé ou non, agissant directement sur le comportement affectif des individus » elle participe à comprendre comment l’individu peut être influencé par le milieu avec lequel il interagit. La dérive urbaine, vue à travers le prisme de la psychogéographie, est une démarche permettant à l’individu de comprendre l’organisation d’un espace par sa propre expérience.
La crise au sein du mouvement situationniste dans les années 1960 a pour conséquence la fin du mouvement au début des années 1970. Le courant situationniste, bien qu’il n’ait duré que peu de temps, a mené à une réappropriation de la ville et à « [remettre] en question le sens de l’espace public et privé sous le capitalisme ».

## Méthodologie de la dérive par Guy Debord
La méthodologie de l’expérience même de la dérive peut être adaptée, et l’a été, par différentes personnes. Toutefois, dans sa Théorie de la dérive, Guy Debord donne quelques informations sur ses caractéristiques techniques.
- Le nombre optimal de participants à une dérive serait de deux à trois personnes afin que les conclusions tirées des impressions de chacun soient objectives.
- La durée moyenne d’une dérive peut monter jusqu’à une journée mais, le plus souvent, la dérive ne dure que quelques heures. Il  arrive qu’elle dure parfois plusieurs jours.
- L’espace parcouru par une dérive peut être précis ou vague suivant qu’il s’agisse d’une étude de terrain ou d’une analyse des réactions individuelles. La dérive peut ainsi s’effectuer au sein d’un même quartier ou d’une grande ville ou dans un espace moins clairement délimité.

La dérive situationniste reprend le caractère ludique de la dérive proposée par les dadaïstes mais Debord, à la suite des études de Paul-Henry Chombart de Lauwe, porte un regard qui se veut méfiant sur la place du hasard. Cela car il faut prendre en compte l’habitude liée au quotidien et Debord suggère la forte influence qu’elle pourrait avoir sur la démarche et donc biaiser la part de l’aléatoire.